# Benjamin Wright Raymond
Benjamin Wright Raymond (15 de Junho de 1801 - 6 de Abril de 1883) foi um político norte-americano que serviu duas vezes como prefeito de Chicago, Illinois (1839 - 1840, 1842 - 1843) pelo Partido Whig.

## Primeiros anos
Raymond nasceu em Roma, Nova York filho de Benjamin e Hannah Raymond, recebendo o nome do meio do nome de solteira de sua mãe. Raymond formou-se na St. Lawrence Academy em Potsdam, Nova York assim como em Montreal, Canadá. Retornou à East Bloomfield, Nova York e trabalhou como comerciante antes de decidir tentar sua sorte em imóveis em Chicago em 1836 com o apoio de seu amigo, Simon Newton Dexter. Em 1835, casou-se com Amelia Porter, a enteada do Juiz Josiah Porter de East Bloomfield.

## Em Chicago
Raymond foi duas vezes eleito prefeito de Chicago. Em 1839, foi eleito o terceiro prefeito da cidade, derrotando James Curtiss. Candidatou-se à reeleição no ano seguinte, perdendo para Alexander Loyd. Em 1842, foi eleito ao seu segundo mandato como o sexto prefeito de Chicago, derrotando o incumbente, Francis Cornwall Sherman. Na época, os mandatos eram de um ano.
Durante seus mandatos como prefeito, Raymond garantiu que a State Street fosse uma via larga. Durante seu primeiro ano no cargo, garantiu o local de Fort Dearborn para a cidade de Chicago quando foi vendido pelo governo federal.

## Pós-Chicago
Em 1843, depois de acabar o seu segundo mandato como Prefeito, Raymond e Dexter construíram a primeira fábrica de lã em Illinois, em Elgin. Raymond também serviu como presidente da Fox River Railroad, na qual conectava Elgin à Lake Geneva. Na década de 1850, foi fundamental para garantir a fundação da Universidade Lake Forest e a construção da cidade de Lake Forest, Illinois.
Em 1864, procurado por J.C. Adams da Waltham Watch Company, Raymond concordou em investir o dinheiro para abrir uma empresa de relógios no Centro-Oeste. Os homens escolhidos para construir a empresa em Elgin, Illinois, doaram 35 acres (140.000 m2) de terra para os empresários. A construção foi concluída em 1866 e abrigou a Elgin Watch Company. O primeiro modelo que a empresa fez foi nomeado de B.W. Raymond.
Raymond está sepultado no Cemitério Graceland em Chicago, Illinois